# Энергия (футбольный клуб, Новая Каховка)
«Эне́ргия» (укр. «Енергія») — украинский футбольный клуб из города Новая Каховка Херсонской области. 1 апреля 2022 года команду официально распустили из-за российского вторжения и последующей оккупации города.

## История
Команда Новой Каховки была образована в 1952 году при коллективе гидроэлектростанции на Днепре — Каховской ГЭС. С 1957 года представляла в соревнованиях по футболу коллектив электромашзавода. С 1991 года существует как самостоятельный футбольный клуб.
Наибольших успехов команда достигла на любительском уровне. 17 раз «Энергия» оказывалась по итогам сезона на первой строчке чемпионата области, 15 раз завладевала кубком. Дважды команда становилась чемпионом УССР среди коллективов физкультуры. Ещё два раза владела кубком УССР и два раза останавливалась за шаг до трофея, проигрывая в финалах.
Обладатель Кубка облпрофсоюза 1954 года, одиннадцатикратный чемпион областного совета ДСО «Авангард», чемпион всеукраинского совета ДСО «Энергия» (1952, 1954), обладатель Кубка союзного ЦК ДСО «Энергия» 1952 года. В 1979 году команда представляла Херсонщину в футбольном турнире Спартакиады УССР (8-е место).
На профессиональном уровне «Энергия» выступала с 1967 по 1971 гг. в чемпионатах СССР. Наивысшим достижением команды стало 15-е место в первой зоне УССР класса «Б» в 1968 году и 18-е место в итоговом зачете команд УССР класса «Б» в 1970 году.
Возрождение команды в период независимости Украины связано с ООО «Пивденмлын» и Сергеем Нестеренко, который его возглавляет. Благодаря его поддержке «Энергия» вернула себе звание чемпиона области в 2009 году, прервав трехлетнюю гегемонию горностаевского «Мира». После этого успеха клуб первые с 1995 года заявился на чемпионат Украины среди любительских команд. В розыгрыше 2010 года «Энергия» попала в сложную группу с тем же горностаевским «Миром» и «Торпедо» из Николаева, которое на тот момент три года подряд доходило до финала всеукраинских любительских турниров (2 раза чемпионат и 1 раз кубок). Переиграв на своем поле трёх конкурентов, включая и «Мир», а также сыграв вничью с «Торпедо», «Энергия» провалила выездные матчи (победы, ничьи, поражения) и заняла в группе 3-е место из 5 команд. В финальный турнир прошли «Мир» и «Торпедо», где горностаевские футболисты в итоге и стали чемпионами Украины.
Пока любительские клубы разыгрывали чемпиона, «Энергия» подала заявку в профессионалы, и в сезоне 2010/11 клуб дебютировал в чемпионате Украины во Второй лиге. Новичок очень мощно стартовал и весь первый круг прочно удерживал первое место. После перерыва команда ещё долго держалась первой, но соперники потихоньку догоняли, за 4 тура до конца началась чехарда со сменой лидера. За 2 тура до конца «Энергия» отставала от лидера всего на 1 очко, но по результатам чемпионата отстала уже на 4 и скатилась на 3-е место. Клуб остановился в двух шагах от чистого места в Первой лиге и в одном шаге от места в плей-офф.
В следующем сезоне «Энергия» сделала ещё один шаг назад, заняв в итоговой таблице турнира четвертую строчку. После завершения чемпионата стало известно что команда теряет поддержку своего основного спонсора ООО «Пивденмлын», о чём заявил лично Сергей Нестеренко.
Потеряв основного спонсора, президента, тренерский штаб и 19 игроков, команда всё-таки смогла выстоять и заявиться на следующий сезон.
Вторжение российской армии привело к исчезновению футбольного клуба: 1 марта 2022 с момента оккупации, клуб перестал функционировать, а уже 1 апреля 2022 года команда была официально распущена.

## Достижения
- Чемпион УССР среди коллективов физкультуры: 1964, 1972
- Обладатель кубка УССР среди команд коллективов физкультуры: 1979, 1982
- Чемпион Херсонской области (16 раз): 1960, 1961, 1962, 1964, 1966, 1971, 1973, 1974, 1976, 1977, 1980, 1981, 1986, 1987, 2005, 2009
- Обладатель кубка Херсонской области (15 раз): 1964, 1965, 1971, 1972, 1974, 1975, 1979, 1980, 1982, 1983, 1984, 1986, 1988, 1995, 2000
- Обладатель Кубка газеты «Новый День»: 2009
- Обладатель Кубка «Рабочей газеты»: 2009
- Победитель турнира памяти П. И. Безносенка: 2010, 2011
- Обладатель Кубка «Крымтеплицы»: 2011